# El Calafate
 El Calafate é uma pequena cidade localizada na província de Santa Cruz, na Argentina, próximo à fronteira com o Chile. Possui aproximadamente 21 132 habitantes. Dista cerca de 270 quilômetros da capital provincial, Río Gallegos.
É a cidade mais próxima do Parque Nacional Los Glaciares, a cerca de 80 quilômetros, onde localiza-se a maior geleira em extensão horizontal do mundo: o Glaciar Perito Moreno, que encontra-se constantemente em evolução. Também se localiza próximo de outra importante geleira: o Glaciar Upsala.

## Toponímia
O nome El Calafate vem do arbusto Berberis microphylla, que nasce na região e que produz uma pequena fruta da qual se fazem doces, licores e geleias.

## Historia

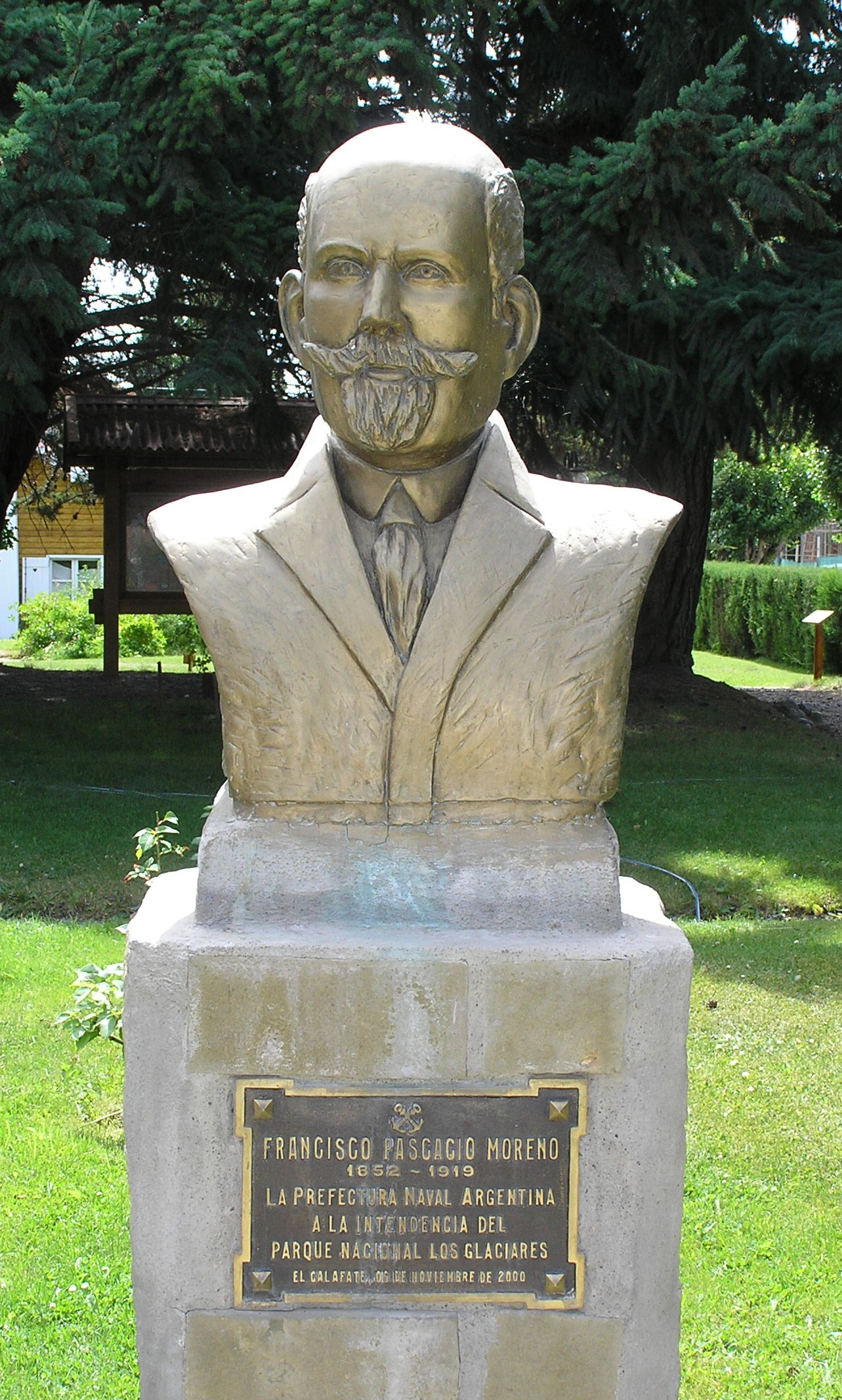
Busto de Francisco Moreno na prefeitura do Parque Nacional Los Glaciares, em El Calafate, Argentina.

Antes da chegada do homem branco, a área de El Calafate já recebia por parte dos aonikenk o nome Kehek Aike ou (melhor pronunciado: Kegesh Aike), significando a primeira palavra – kehek - "deixar", "depositar" e a segunda palavra – aike - "paradeiro humano", é dizer: Paradeiro que é depósito de artefatos e bens humanos.
Como localidade permanente El Calafate surge nas primeiras décadas do século XX. Em sua origem, não era mais que um ponto de aprovisionamento dos transportes de lã, realizados em catango (carreta), desde as estancias da região o que explica o nome originário de Kehek Aike.
Foi fundada oficialmente em 1927 pelo governo argentino, com fim de consolidar o povoamento da região.
No entanto, seria a Administraçao de Parques Nacionais a responsável de consolidar a localidade. Em 1943 começam as obras de construção da intendência do Parque Nacional Los Glaciares (terminadas em 1946). Neste período então a localidade contava apenas com uns cem habitantes permanentes. Durante muitos anos, Parques Nacionais foi a instituição mais importante da localidade, trazendo a eletricidade, inaugurando o primeiro cinema, abrindo caminhos, construindo pontes, gestionando a primeiro hotel do povoado, entre outras infraestruturas.

## Características
É uma pequena cidade em franco desenvolvimento turístico, oferecendo boa estrutura hoteleira, um aeroporto moderno e ótimas opções de turismo. Suas estradas são muito boas, sinalizadas, porém de pouco movimento. El Calafate possui clima frio, com média anual de sete graus, temperaturas máximas por volta dos treze graus e mínimas por volta dos dez abaixo de zero. Na região, habitam exemplos extraordinários da fauna como o zorrino-patagônico (como um gambá de faixa branca nas costas), o huemul (cervo), a águia Mora, os patos-das-torrentes, cauquenes, entre outros.

## Turismo
A maior atração é o extraordinário Parque Nacional Los Glaciares, fundado em 1937 e declarado patrimônio da humanidade em 1981. Possui extensão de 725 mil hectares. Nele, se localizam os glaciares Perito Moreno, Upsala, O'nelli, Spegazzinni, entre outros. Eles fazem parte do Campo de Gelo Patagônico, terceira maior reserva de água doce congelada do mundo, atrás apenas da Antártida e da Groelândia. São imponentes sentinelas de neve depositados por séculos em suas origens, no alto da cordilheira dos Andes. Descem por extensões de que chegam a 170 quilômetros. O Glaciar Perito Moreno tem pontos com mais de 50 metros de altura nas faces de encontro com o Lago Argentino.
São formados basicamente de neve compactada, possuindo milhares de nuances do branco ao azul. Na sua maioria, terminam no lago Argentino, onde se fragmentam desde farelo de gelo a grandes icebergs, descendo lentamente o leito do lago até seu derretimento. Os glaciares movem-se até um metro por dia, atritando-se violentamente com o terreno, moldando-o e lançando, no lago, sedimentos finíssimos, que ficam em suspensão na água, formando o leite dos glaciares.

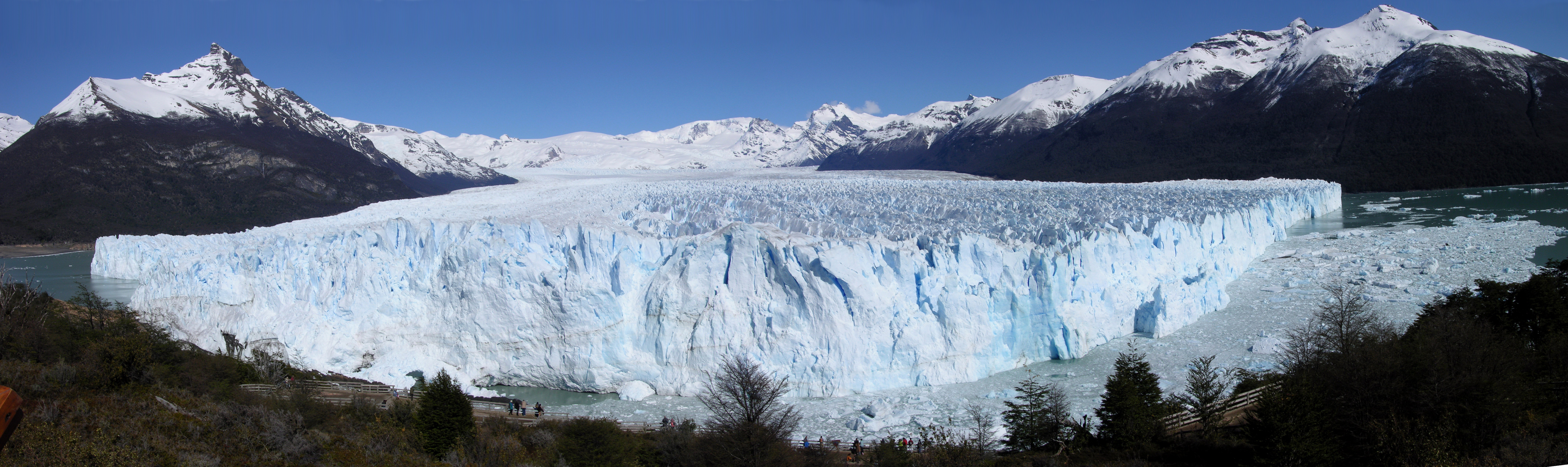
O glaciar Perito Moreno, principal atração turística de El Calafate